# Майк Спенс
Майк Спенс (на английски: Mike Spence) е бивш пилот от Формула 1.
Роден на 30 декември 1936 година в Кройдън, Великобритания.

## Формула 1
Майк Спенс прави своя дебют във Формула 1 в Голямата награда на Италия през 1963 година. В световния шампионат записва 37 състезания като се класира един път на подиума и събира 27 точки.
Загива на 7 май 1968 в Индианаполис, САЩ на едноименната писта.